# Skogn
Skogn este o localitate din comuna Levanger, provincia Nord-Trøndelag, Norvegia, cu o suprafață de 1,11 km² și o populație de 1.959 locuitori (2013).